# FLY ME SO HIGH
『FLY ME SO HIGH』（フライミーソーハイ）は、moveの12枚目のシングル。

## 概要
- moveとしては初のトランスを取り入れ、ファンタジー要素の強い曲。
- 当時、木村はトランスという新たなジャンルを取り入れるのに苦心したらしく、楽曲の完成後もあまり納得していなかった様子。また、アルバムに収録することもためらったという。

## 収録曲
1. FLY ME SO HIGH
  - 作詞：motsu 作曲：t-kimura
  - ゲーム「エナジーエアフォース」テーマソング
  - 日本テレビ系「TOYOTA PRINCESS CUP 2001」大会イメージソング
2. SUNDAY FUNDAY
  - 作詞：motsu 作曲：t-kimura
3. words of the mind～brandnew jorney～(R-Control MIX)
4. SUPER SONIC DANCE(mushroom huntin’mix)
5. FLY ME SO HIGH(TV MIX)
6. SUNDAY FUNDAY(TV MIX)